# مدوو ویل (کنتاکی)
مدوو ویل (به انگلیسی: Meadow Vale) شهری در ایالت کنتاکی کشور ایالات متحده آمریکا است که جمعیت آن در سرشماری سال ۲۰۱۰ میلادی، ۷۳۶ نفر بوده‌است.